# Socrative
Socrative es una aplicación gratuita cuya finalidad es el soporte en el aula. Por ello, puede ser utilizado para feedbacks, evaluaciones mediante quiz, y que además aumenta la motivación y participación del alumnado. 
Entre sus usos destacados, está el quiz (cuestionario), space race (cuestionario con tiempo) o exit ticket (cuestionario con ranking de resultados) tanto de respuesta múltiple, como V/F o preguntas cortas, donde los alumnos deben responder en tiempo real con sus dispositivos. Permitiendo así el control por parte del profesor/a, siendo posible la exportación de datos a otros paquetes, como Excel. Para su funcionamiento solo se requiere Internet y un teléfono inteligente.
Entre sus aplicaciones también destaca la aplicación de socrative para la utilización de métodos como el "Flipped Classroom" o aula invertida, así como el aprendizaje colaborativo, o el BYOD (Bring Your Own Device, trae tu propio dispositivo); encontrándose resultados positivos como la colaboración y el compromiso de los estudiantes con la clase, siendo recomendada por quienes ya la han implementado en sus aulas. También es una aplicación recomendada para la evaluación junto con Kahoot, o Google Forms.
Los datos del creador no están registrados por derecho de autor confidencial.
En España, todavía está en proceso de implantación en algunas aulas, siendo algunos de los pioneros en su utilización los que se muestran:
- Biología y Geología de 1º ESO[7]
- Didáctica de los deportes, universidad de Málaga[8]

Oportunidades en el aula
Debido a su sencillez, Socrative puede ser utilizado para múltiples actividades, pero en torno a las oportunidades, podemos especificar:
Feedback instantáneo. Esta aplicación permite conocer en pocos segundos cómo está yendo la clase ya sea física o virtual.
Evaluación previa. Los quiz o cuestionarios pueden ser utilizados antes de clase para conocer de dónde se parte, entender si los estudiantes han revisado algún material y lo han entendido, etc.
Evaluación continua. Socrative permite conocer de forma reiterada a lo largo de la clase o del curso los conocimientos de la clase.
Motivación. El uso de estos dispositivos que usa de manera habitual el alumnado facilita la motivación extra para responder. Además, el modelo concurso o similar favorece una competitividad sana con uno mismo para mejorar.
Participación. Compartir en la aplicación favorece que todos puedan tener accesible la participación, sea cual sea sus capacidades de comunicación. Además, está ligado a la motivación anterior para favorecer la participación.
Aplicación
De forma habitual muchos docentes ya lo usan en el aula. Una vez se comience a utilizar pueden surgir nuevas formas de uso o descubrir qué les motiva más a cada grupo de alumnos, por lo que es interesante dejar que ellos también participen en la decisión de cuándo y cómo usar Socrative. 
¿qué sabemos de…?: se puede realizar un quiz inicial para conocer qué saben los estudiantes del tema en el que van a trabajar ese día.
1. hoyheaprendido: finalizar con una pregunta corta donde cuenten qué han aprendido.

Compresión lectora: las preguntas de verdadero o falso pueden servir para evaluar la compresión lectora del enunciado, no solo un conocimiento concreto.
Opinión y debate: a través de preguntas breves los estudiantes pueden expresar su opinión ante un tema de debate, pero también como ejercicio de ensayo o comentario de texto.
Desarrollo de identidad digital: utilizar una herramienta como Socrative donde los estudiantes participan en grupo permite trabajar la identidad digital, el respeto a los demás en los comentarios, la privacidad, uso responsable del anonimato, etc.
Ranking para hacer…: en el aula pueden existir tareas para realizar en grupo, por lo que los ranking pueden ser utilizados como motivación o enganche para que puedan esforzarse y realizar cada tarea.
Cambio de roles: ¿y si cada día es un estudiante quien pregunta al resto? Puede ser una herramienta extra de responsabilidad, para el alumno que ejerce de docente, y de respeto para el resto de  estudiantes.
Más allá de estas ideas, como en toda herramienta, se puede trabajar el tema de la seguridad online, el desarrollo de conocimientos específicos de cada materia, etc., pero también, por ejemplo, la ortografía y otros elementos claves de comunicación.
El feedback inmediato, la participación y la evaluación continua son tres elementos clave de Socrative que permiten de manera sencilla y gratuita conocer más a los estudiantes. ¡Aprovecha la oportunidad desde el inicio del curso!